# Mary Barratt Due
Mary Louise Barratt Due (Bergen, 9 april 1888 – Oslo, 24 december 1969) was een vooraanstaande Noors pianiste.

## Achtergrond
Mary Louise Barratt werd als oudste van zes kinderen geboren binnen het gezin van priester Thomas Ball Barratt (1862-1940) en Laura Christine Jakobsen (1866-1951). Ze dankte haar Engelse voornaam aan de Britse afkomst van haar vader. Ze verhuisde binnen het jaar van haar geboorteplaats Bergen naar Christiania (Oslo). Zelf trouwde ze in 1916 met violist en muziekpedagoog Henrik Adam Due (1891-1966). Samen waren ze de oprichters van een van de belangrijkste muziekscholen in toenmalig (1927) Noorwegen: het Barratt Due musikkinstitutt.  Hun kinderen Stephan Henrik Barratt-Due (viool) en Esther Barratt-Due (piano) zouden ook in de muziekwereld geraken. Hun opleiding liep parallel aan dat van het muziekinstituut.

## Muziek
Mary kreeg de muziek met de paplepel ingegoten. Zowel vader en moeder zongen regelmatig in huis en kerk. Al op tienjarige leeftijd werd ze toegelaten tot het Conservatorium van Oslo, die toen een minimumleeftijd van twaalf jaar hanteerde. Vier jaar later was ze terug te vinden bij de St. Cecilia-academie in Rome. Ze bracht daar zes jaar door en maakte daar kennis met de internationale muziekwereld. Zo kreeg ze onder meer les van Giovanni Sgambati, een directe leerling van Franz Liszt. Die onderwees haar hoe ze werken van Liszt en Frédéric Chopin moest uitvoeren. In 1906 trad ze voor het eerst op in Trondheim en Christiania. Een jaar later rondde ze haar studie in Rome af en gaf daar ook een aantal concerten. Er begon een tijdperk van concerten, alhoewel ze doorstudeerde in Londen bij Percy Grainger (1911-1912). Ze maakte kennis met nieuwe muziek van onder andere Claude Debussy. Deze impressionistische muziek bracht ze onder de aandacht van haar Noorse publiek. Dat moest echter in eerste instantie niet veel hebben met deze gevoelige muziek uit Frankrijk. Na haar huwelijk in 1916 gaf ze ook dikwijls concerten met haar man, maar verwaarloosde hun pedagogische kwaliteiten niet. In 1927 richtten ze hun eigen opleidingsinstituut op. Dat instituut was gericht op de toekomst en men begon al vroeg met opleiden in de aangekoppelde kleuterschool. De school overleefde de Tweede Wereldoorlog met bijvoorbeeld leerlingenavonden en huisconcerten. Daarbij schuwde ze uitvoeringen van Entartete musik niet. In 1931 verscheen van haar en collega Eyvind Alnæs het leerboek Norsk pianoskole. Bekende leerlingen van het instituut zijn pianiste Eva Knardahl en violist Henning Kraggerud. 
Haar actieradius voor concerten werd vergroot tot het vasteland van Europa en de Verenigde Staten, waarbij ook Nederland (concerten in 1937 en 1939) werd aangedaan. Tijdens haar concerten vergat ze de componisten uit haar vaderland niet. Werken van zowel componisten uit de 19e eeuw als die uit de 20e eeuw kregen regelmatig uitvoeringen. In 1956 gaf ze enige tijd les in de Verenigde Staten, betaald door een Fulbright-beurs.
Behalve dat ze vooraanstaand musicus was, was ze ook pleitbezorgster voor de verbetering van de rol van vrouwen in Noorwegen in het bijzonder. Een bewijs daarvan was een uitvoering van het pianoconcert geschreven door de jonge componiste Signe Lund. Voorts was ze enige tijd voorzitter van de Europese beweging voor de werkende vrouw (Soroptimist International).
Enkele concerten:
- 12 september 1906: concert in de Methodistenkerk in Trondheim
- 26 september 1906: concert met Kristine Larsen, met werken van Robert Schumann, Mon Schjelderup, Agathe Backer Grøndahl, Edvard Grieg, Giovanni Sgambati, Sofie Irgens, Eivind Alnæs en Franz Liszt: plaats van handeling was de Oslose studentenbond
- 28 januari 1916: concert in Calmeyergatens Missionshus met medewerking van zangeres Angelita Blikstad en Johan Backer Lunde met onder andere de Idylle van Signe Lund en werken van Liszt
- 12 oktober 1920: concert in Calmeyergatens Missionshuis met medewerking van Gerda Wilskow en Henrik Due; Mary en Henrik voerden de vioolsonate in c klein (1886) van Edvard Grieg uit
- 25 juli 1937: Kurzaal Scheveningen: matinee met het Residentieorkest onder leiding van Ignaz Neumark met medewerking van zanger Willem Herckenrath met een Russisch programma; soiree onder leiding van Carl Schuricht met een Noors programma; ze maakte vooral indruk met de uitvoering van het Pianoconcert nr. 1 van Pjotr Iljitsj Tsjaikovski
- 30 juli 1937: Kurzaal Scheveningen: soiree; een Volksconcert onder leiding van Ernest Ansermet.

- Bibsys: 1060791
- Library of Congress Control Number: n93108164
- MusicBrainz: a7dc9375-e747-402e-9dc5-ca962028983c
- Virtual International Authority File: 9063809
- WorldCat: E39PBJqK7dwc93wq9639Tx6Yfq